# 34-й армейский корпус (вермахт)
34-й армейский корпус (нем. XXXIV. Armeekorps) сформирован в октябре 1939, повторно 13 ноября 1944 года.

## Боевой путь корпуса (с ноября 1944 года)
В декабре 1944 года — дислоцировался в районе Белграда.
В 1945 году — в Хорватии.

## Состав корпуса
|  | В октябре 1941 - 45-я пехотная дивизия - 95-я пехотная дивизия На 26 ноября 1944: - 7-я добровольческая горнопехотная дивизия СС «Принц Евгений» - 104-я лёгкая пехотная дивизия - 11-я авиаполевая дивизия На 31 декабря 1944: - 7-я добровольческая горнопехотная дивизия СС «Принц Евгений» - полковая группа СС «Скандербег» - 11-я авиаполевая дивизия - 117-я лёгкая пехотная дивизия - 1-я горнопехотная дивизия (боевая группа) - 264-я пехотная дивизия - отдел особого назначения «Штефан» - 18-й полицейский горнопехотный полк СС - 5-й полицейский полк СС |  | На 26 января 1945: - 7-я добровольческая горнопехотная дивизия СС «Принц Евгений» - 41-я пехотная дивизия - 117-я лёгкая пехотная дивизия - 11-я авиаполевая дивизия - дивизион особого назначения «Фишер» - 967-я крепостная бригада На 1 марта 1945: - 22-я пехотная дивизия - 963-я крепостная бригада - 7-я добровольческая горнопехотная дивизия СС «Принц Евгений» - 41-я пехотная дивизия - 117-я лёгкая пехотная дивизия На 12 апреля 1945: - 7-я добровольческая горнопехотная дивизия СС «Принц Евгений» - 41-я пехотная дивизия - 22-я пехотная дивизия народного ополчения - 967-я крепостная бригада |

## Командующие корпусом
- С 13 ноября 1944 — генерал пехоты Фридрих-Вильгельм Мюллер
- С 8 декабря 1944 — генерал авиации Хельмут Фельми